# Kleinvargula
Kleinvargula ist ein Ortsteil der Gemeinde Herbsleben im Unstrut-Hainich-Kreis in Thüringen.

## Geografie
Kleinvargula liegt nördlich der Unstrut und nordwestlich von Herbsleben in der Unstrutniederung. Durch das Dorf führt die Landesstraße 2127, sie quert bei Herbsleben die Unstrut und führt über Kleinvargula nach Großvargula. In der Unstrutaue befinden sich sehr gute landwirtschaftliche Voraussetzungen durch meist ebene grundwassernahe Schwemmlandböden und günstiges Klima.

## Geschichte
Die urkundliche Ersterwähnung wurde am 9. Mai 1267 archiviert. Der Ort gehörte bis 1815 zum kursächsischen Amt Langensalza und nach seiner Abtretung an Preußen von 1816 bis 1944 zum Landkreis Langensalza in der Provinz Sachsen.

## Kultur und Sehenswürdigkeiten
- Die jetzige Dorfkirche wurde 1719 erbaut, weil die Vorgängerin, die im Jahr 1648 erstmals schriftlich genannt wurde,  baufällig war.[2]
- Zwei Steinkreuze stehen im Ort. Während das eine auf der östlichen Seite der Straße Kreuzchen an der Einmündung eines Feldwegs Richtung Bad Tennstedt steht, befindet sich eine Kopie des Kreuzes auf der anderen Straßenseite in einem Vorgarten.[3]

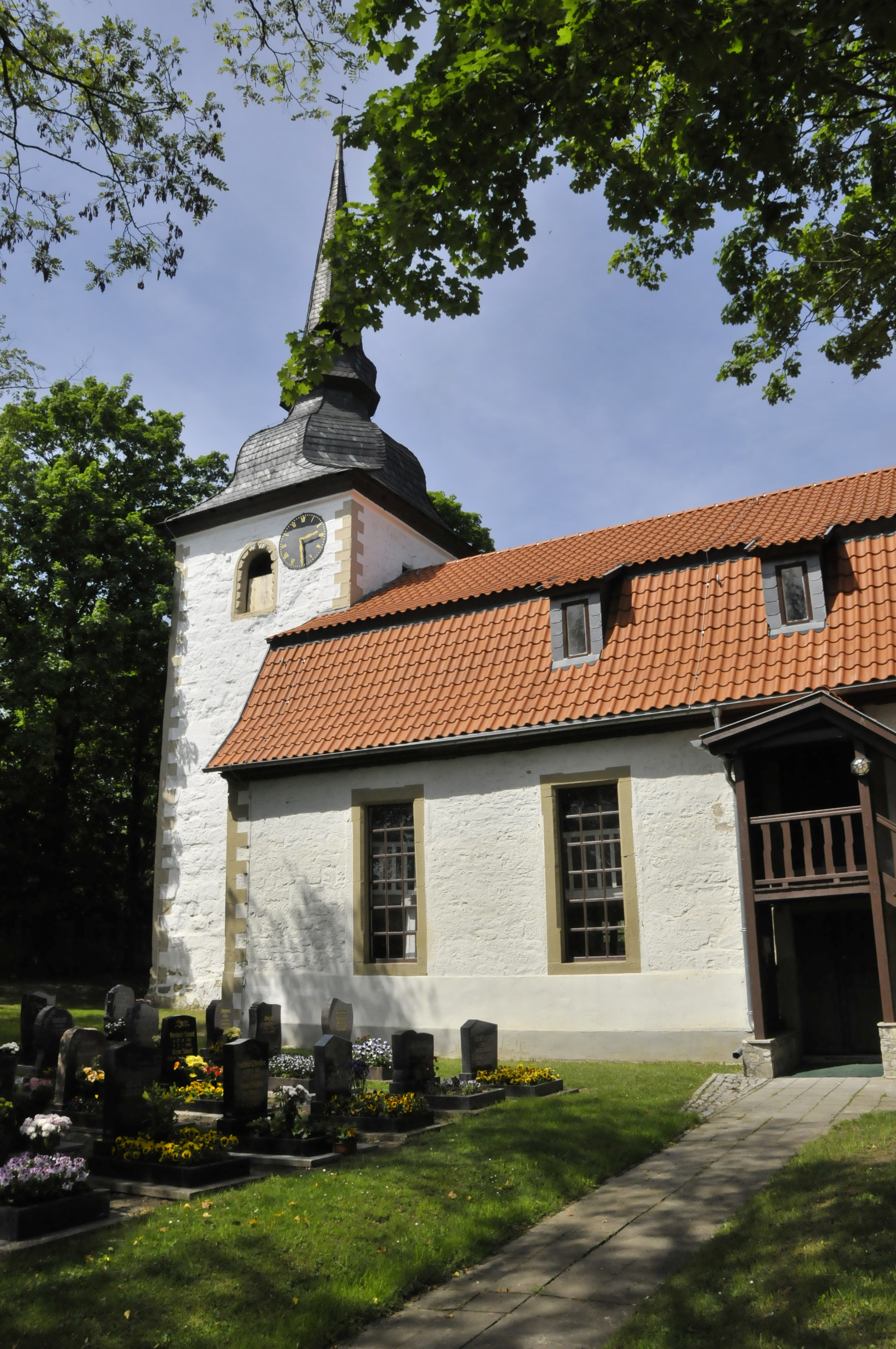
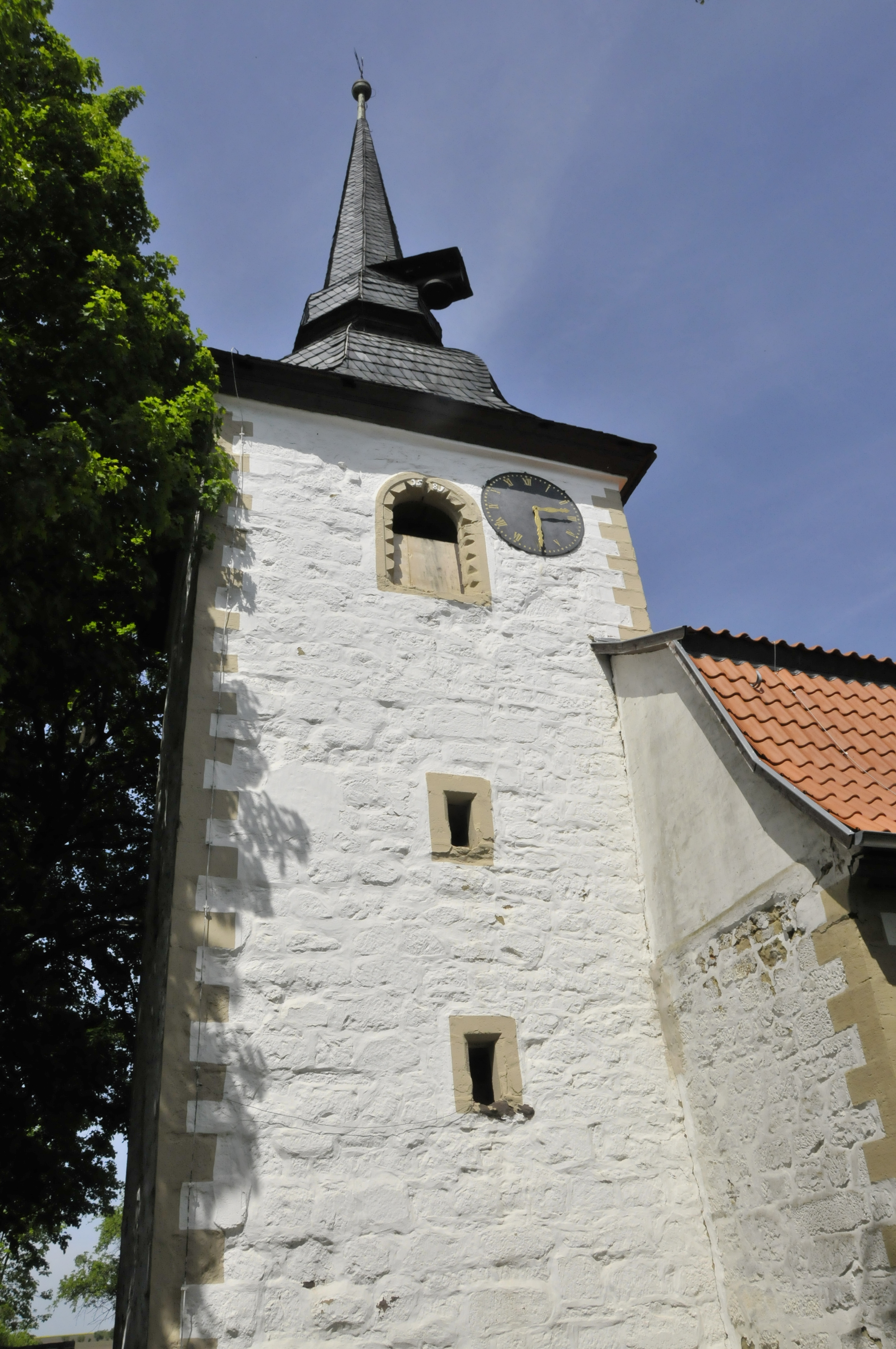
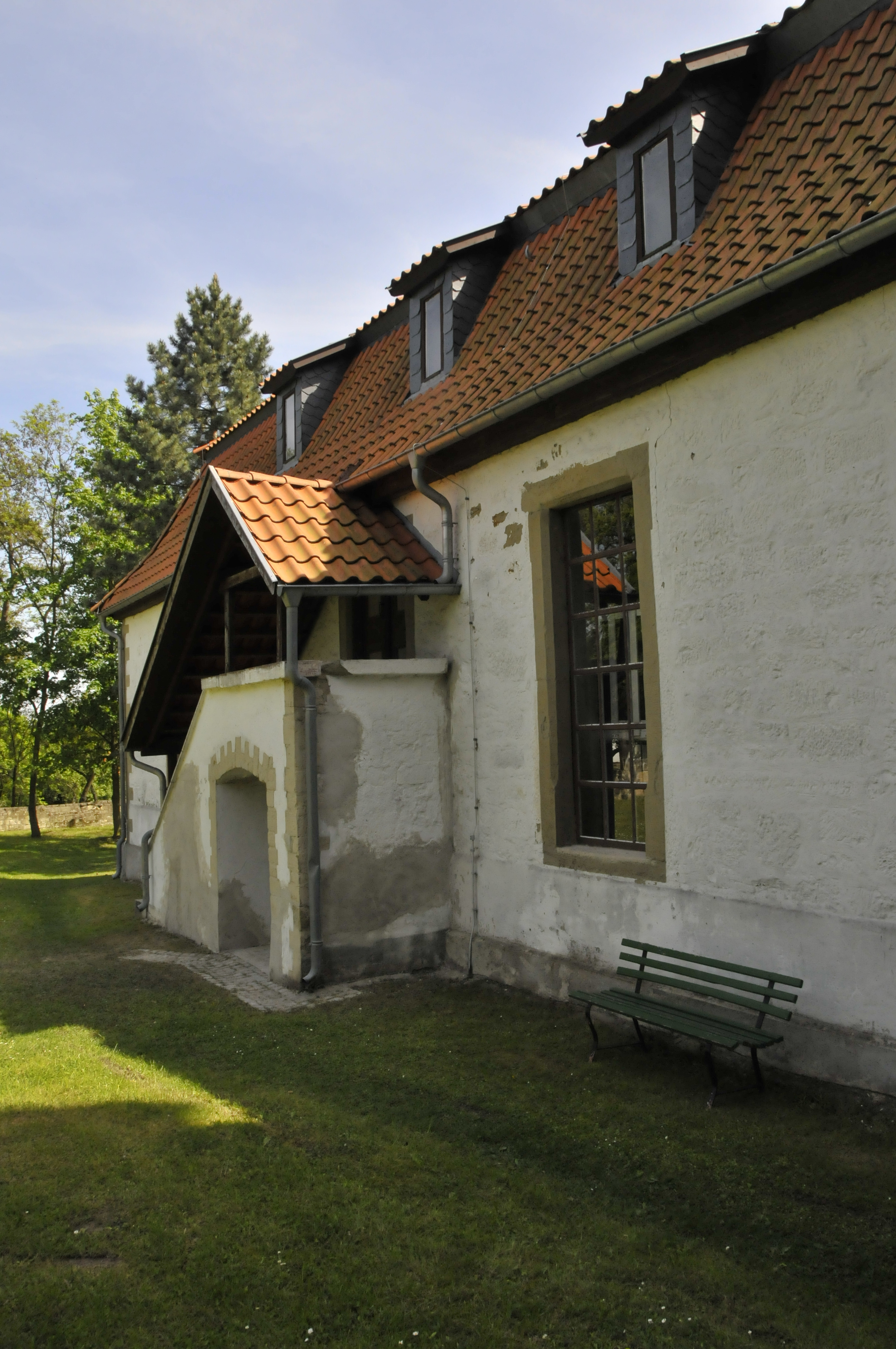

- Seit 2010 findet einmal jährlich das Musikfestival „Beat im Park“ mit Künstlern der elektronischen Tanzmusik im ehemaligen Sängerpark statt.

## Wirtschaft
Das Dorf war von jeher landwirtschaftlich geprägt, und die Bauern gingen auch den ostdeutschen Weg und fanden nach der Wende neue Formen der Landarbeit mit den Nachbardörfern.